# Bruce Fairchild Barton

Bruce Fairchild Barton

Bruce Fairchild Barton  (* 5. August 1886 in Robbins, Scott County, Tennessee; † 5. Juli 1967 in New York City) war ein US-amerikanischer Politiker und Schriftsteller. Zwischen 1937 und 1941 vertrat er den Bundesstaat New York im US-Repräsentantenhaus.

## Werdegang
Bruce Barton, der Sohn eines Geistlichen, besuchte öffentliche Schulen in den Staaten Ohio, Massachusetts und Illinois. Im Jahr 1907 absolvierte er das Amherst College in Massachusetts. Seit 1912 lebte er in New York City. Er war damals als Schriftsteller und in der Werbebranche tätig. Neben hunderten von Zeitungsartikeln verfasste er Sachbücher zum Thema Privater Erfolg. Sein bekanntestes literarisches Werk war das Buch mit dem Titel The Man knowbody knows, das auch religiös motiviert war. In der Werbebranche wird ihm die Namensgebung der Konzerne General Motors und General Electric zugeschrieben. Politisch war Barton Mitglied der Republikanischen Partei. In den 1930er Jahren war er ein entschiedener Gegner des demokratischen Präsidenten Franklin D. Roosevelt und dessen New-Deal-Politik.
Nach dem Tod des Abgeordneten Theodore A. Peyser wurde Barton bei der fälligen Nachwahl für den 17. Sitz von New York als dessen Nachfolger in das US-Repräsentantenhaus in Washington, D.C. gewählt, wo er am 2. November 1937 sein neues Mandat antrat. Nach einer Wiederwahl konnte er bis zum 3. Januar 1941 im Kongress verbleiben. Im Jahr 1940 verzichtete er zu Gunsten einer dann gescheiterten Bewerbung für den US-Senat auf eine weitere Kandidatur für das US-Repräsentantenhaus. 1938 nahm er als Delegierter am regionalen Parteitag der Republikaner für New York teil; und im Juni 1940 war er in gleicher Eigenschaft bei der damaligen Republican National Convention.
Nach dem Ende seiner Zeit im US-Repräsentantenhaus setzte Bruce Barton seine früheren Tätigkeiten in der Werbebranche und als Literat fort. Er starb am 5. Juli 1967 in New York. Erwähnenswert ist noch, dass er ein direkter Nachfahre von John Davenport (1597–1670) war, der unter anderem die Stadt New Haven in Connecticut gründete.